# Feldbahn am Technoseum
| Feldbahn am Technoseum                                                                            | Feldbahn am Technoseum |
| ------------------------------------------------------------------------------------------------- | ---------------------- |
| Bahnhof der Feldbahn am Technoseum Mannheim Diesellokomotiven der Feldbahn am Technoseum Mannheim |                        |
| Streckenverlauf                                                                                   |                        |
| Spurweite:                                                                                        | 600 mm (Schmalspur)    |
|                                                                                                   |                        |

Die Feldbahn am Technoseum ist eine Museumsbahn  mit einer Spurweite von 600 mm am Technoseum in Mannheim.

## Geschichte
Die Feldbahn wurde 2013 in Betrieb genommen. Der Streckenverlauf und der Oberbau wurden 2017 optimiert. Es wird Fahrbetrieb angeboten.

## Schienenfahrzeuge
Bisher werden zwei historische Diesellokomotiven eingesetzt.
| Hersteller | Werks-Nr. | Bauart | Lstg. | Gew.  | Anmerkungen |
| ---------- | --------- | ------ | ----- | ----- | --- |
| Diema      | 2469/1961 | DS 14  | 16 PS | 2,8 t | Torfwerk Gebr. Brill GmbH, Georgsdorf-Neuenhaus, Landkreis Grafschaft Bentheim                                                                         |
| Diema      | 2713/1964 | DS 20  | 22 PS | 3,3 t | Ehemals Ziegelwerk Bott KG, Rauenberg bei Heidelberg, später Bauunternehmung Rudolf Harsch und ab 1997 Freundeskreis Feldbahn, Leutenbach-Nellmersbach |